# Liber pantegni
El Liber pantegni (παντεχνῆ «[que abasta] totes les arts [mèdiques]») és un text mèdic medieval compilat per Constantí l'Africà (mort abans dels 1098/1099), abans del 1086. El Pantegni de Constantí s'ha anomenat «el primer text mèdic completament entenedor en llatí». Hi havia, per descomptat, un cos important d'escrits mèdics llatins circulant per Europa occidental a començament de l'edat mitjana, però el Pantegni fou el primer text que aplegà, en un únic lloc, una àmplia gamma d'aprenentatge sobre anatomia, fisiologia i terapèutica. El va dedicar a l'abat Desideri d'Ístria de Monte Cassino, abans que es convertís en el papa Víctor III el 1086. El 2010, un manuscrit de la Biblioteca Reial Neerlandesa de La Haia conegut pels erudits des de la primeria del segle xx, però poc estudiat, fou reconegut com la primera còpia del Pantegni, feta a Monte Cassino sota la supervisió de Constantí.
El Pantegni és un compendi de la medicina hel·lenística i islàmica, la major part una traducció de l'àrab del Llibre Reial de Kitab al-Malaki —també dit Kitāb Kāmil aṣ-ṣinā'a aṭ-ṭibbīya, "el llibre complet" o "perfecte" de l'art mèdic— d'Ali ibn Abbas al-Majusi. Se'n fa una distinció entre la teoria i la pràctica, com ja s'havia fet en l'anomenat Isagoge Johannitii, un text mèdic anterior que escrigué Hunayn ibn Ishaq. Cada part de l'original del-Majusi, Teoria i Pràctica, contenia deu llibres. La Teoria es va traduir íntegrament. En la versió de Constantí, però, la Pràctica mai no s'acabà pas, potser a causa dels danys que succeïren quan Constantí portà els seus llibres del nord d'Àfrica a la península Itàlica. Els manuscrits existents mostren que inicialment hi havia un únic Pràctica de tres llibres que estava en circulació en la primera part del segle xii, consistent en el Llibre I sobre el règim, la primera meitat del Llibre II sobre substàncies medicinals simples (no compostes), i el primer terç del Llibre IX sobre cirurgia. L'interés pel material quirúrgic va fer que dos traductors posteriors, un musulmà convertit i un metge cristià de Pisa, completaren la traducció del Llibre IX els 1114-1115, durant un setge a les illes Balears.
La recerca de Monica H. Green i Iolanda Ventura ha demostrat, però, que a més a més dels Pantegni, la Practica sembla haver estat traduïda per Constantí, potser cap al final de la seua vida. Green va establir que si més no tres manuscrits del segle xii  contenen traduccions dels Llibres VI i VII —sobre malalties del tòrax i del sistema gastrointestinal, respectivament—. Ventura no sols va identificar l'existència d'una còpia manuscrita de mitjan segle xii del desé llibre de la Pràctica, l'antidotarium (sobre drogues compostes), sinó que també establí que Constantí (o un associat) completà la traducció de la segona meitat del Llibre II de la Pràctica, i traduí la secció de medicines simples (no compostes).
Hi havia fragments d'almenys sis dels deu llibres del Pantegni, Practica en circulació en el segle xii, però estaven dispersos i en alguns casos eren incoherents. Un devot del projecte constantinià no renuncià a veure la Pràctica completada. Potser tan tard com a principis del segle XIII, aquest editor encara anònim feu una versió «completa» de la Pràctica, aplegà totes les seccions que Constantí havia traduït i les fusionà amb extractes d'algunes de les altres traduccions de Constantí —com el Viaticum i la seua traducció del llibre d'Isaac Israeli del segle X sobre les febres—, i les combinà amb el que va passar com el tractat complet de deu llibres d'Al-Majusi. Aquest Pantegni «recreat» de vint llibres —que ara aplega els deu llibres de la Teòrica i els deu acabats de constituir de la Pràctica— començà a circular en el segon quart del segle xiii i es publicà el 1515 amb el nom d'Isaac Israeli.
El 1127, Esteban de Pisa, un notari pisà que treballava en l'estat croat d'Antioquia, criticà la incompletesa i mala qualitat del Pantegni de Constantí i va tornar a traduir el tractat àrab d'Al-Majusi. Aquest es coneixia com a Liber regalis dispositionis. Tanmateix, el Pantegni de Constantí va demostrar ser un text molt més influent; ara sobreviu en més de 100 còpies manuscrites, mentre que el Liber regalis d'Esteban solament en vuit. A més a més, el Pantegni fou emprat per molts compiladors i escriptors mèdics com a font d'informació específica sobre anatomia i fisiologia. La secció sobre anatomia reproductiva, per exemple, en fou extreta a principis del segle XII i formaria la base de les creences sobre la generació uns quants segles.

## Edicions

Omnia opera Ysaac

- Constantinus Africanus, De genitalibus membris (= Pantegni, Theorica 3.33-36), en: Monica H. Green, “The De genecia attributed to Constantine the African”, Speculum 62 (1987), pàgs. 299-323, a pàgs. 312-323.
- Eleventh-century manuscript version Còpia de fitxer a la Wayback Machine. At the Koninklijke Bibliotheek, Biblioteca Nacional Dels Països Baixos. Aquesta és la còpia feta a Monte Cassino sota la supervisió de Constantí. (Pantegni pars prima theorica (lib. I-X), inclou només la primera part, la Theorica, subdividida en 10 capítols - signatura KB 73 J 6).[14]
- Theorica Pantegni; la primera part del Liber Pantegni com a facsímil i transcripció del manuscrit Hèlsinki, que data de la 2a meitat del segle XII. Biblioteca Nacional de Finlàndia, 2011, .
- Omnia opera Ysaac. Ed. Andreas Turinus. Lugduni 1515; Wolfenbüttel Digital Library.
- Constantini opera. Apud Henricus Petrus. Basilea 1536/39.